# Třída Bob Hope
Třída Bob Hope je třída transportních lodí pro přepravu vozidel typu Ro-Ro pomocných sil Amerického námořnictva. Třídu tvoří celkem sedm jednotek zařazených do služby v letech 1998–2003.

## Stavba

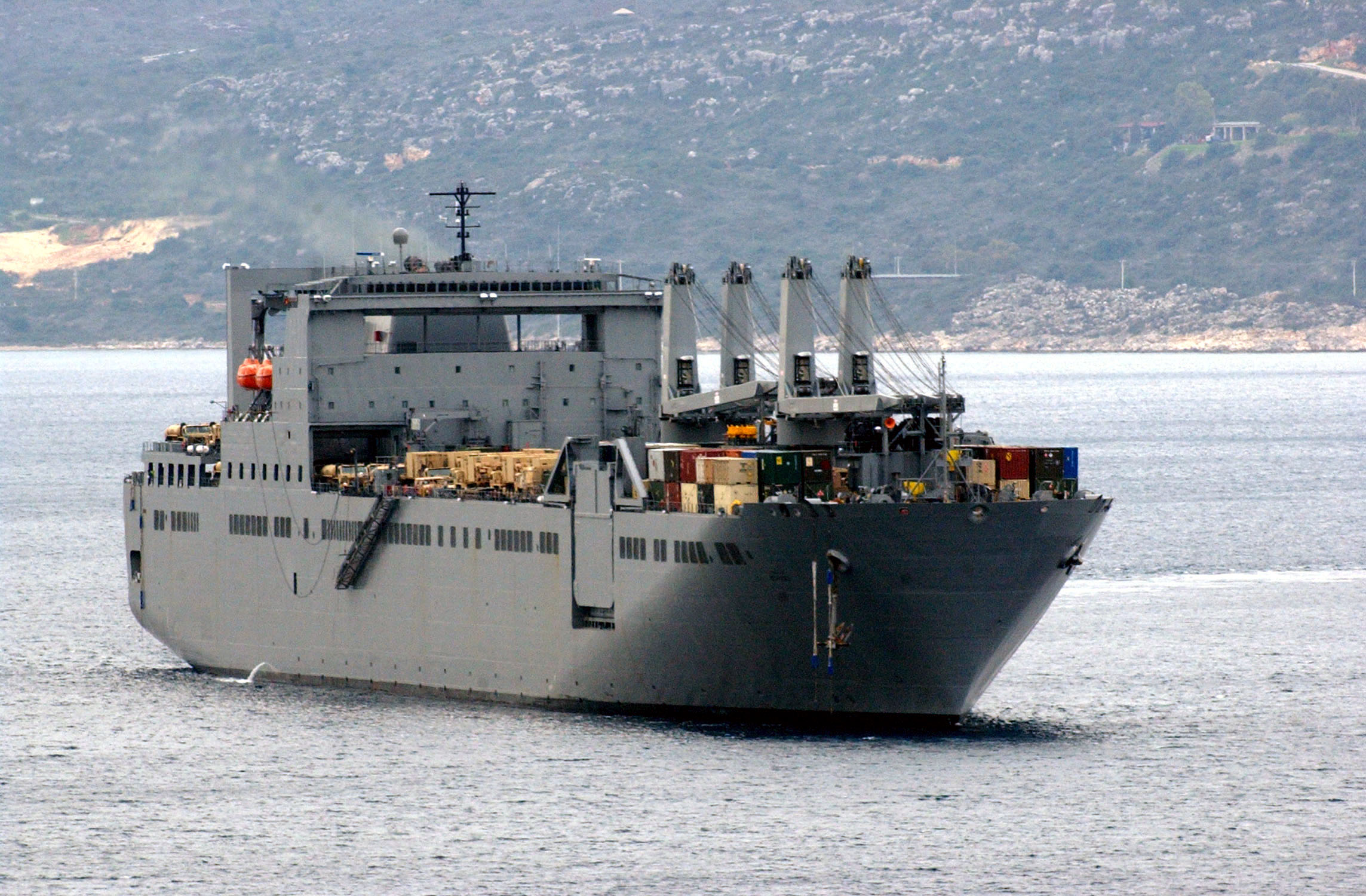
USNS Benavidez (T-AKR-306)

Kontrakt na stavbu první jednotky této třídy, s opcí na dalších šest, byl roku 1993 zadán loděnici Avondale Industries v New Orleansu (nyní Northrop Grumman Ship Systems). Všechny jednotky třídy byly do služby zařazeny v letech 1998–2003.
Jednotky třídy Bob Hope:
| Jméno                      | Založení kýlu | Spuštěna | Vstup do služby    | Status  |
| -------------------------- | ------------- | -------- | ------------------ | ------- |
| USNS Bob Hope (T-AKR 300)  | 1995          | 1997     | 18. listopadu 1998 | aktivní |
| USNS Fisher (T-AKR 301)    | 1996          | 1997     | 4. srpna 1999      | aktivní |
| USNS Seay (T-AKR 302)      | 1997          | 1998     | 28. března 2000    | aktivní |
| USNS Mendonca (T-AKR 303)  | 1997          | 1999     | 30. ledna 2001     | aktivní |
| USNS Pililaau (T-AKR 304)  | 1998          | 2000     | 24. července 2001  | aktivní |
| USNS Brittin (T-AKR 305)   | 1999          | 2000     | 11. července 2002  | aktivní |
| USNS Benavidez (T-AKR 306) | 1999          | 2001     | 10. září 2003      | aktivní |

## Konstrukce

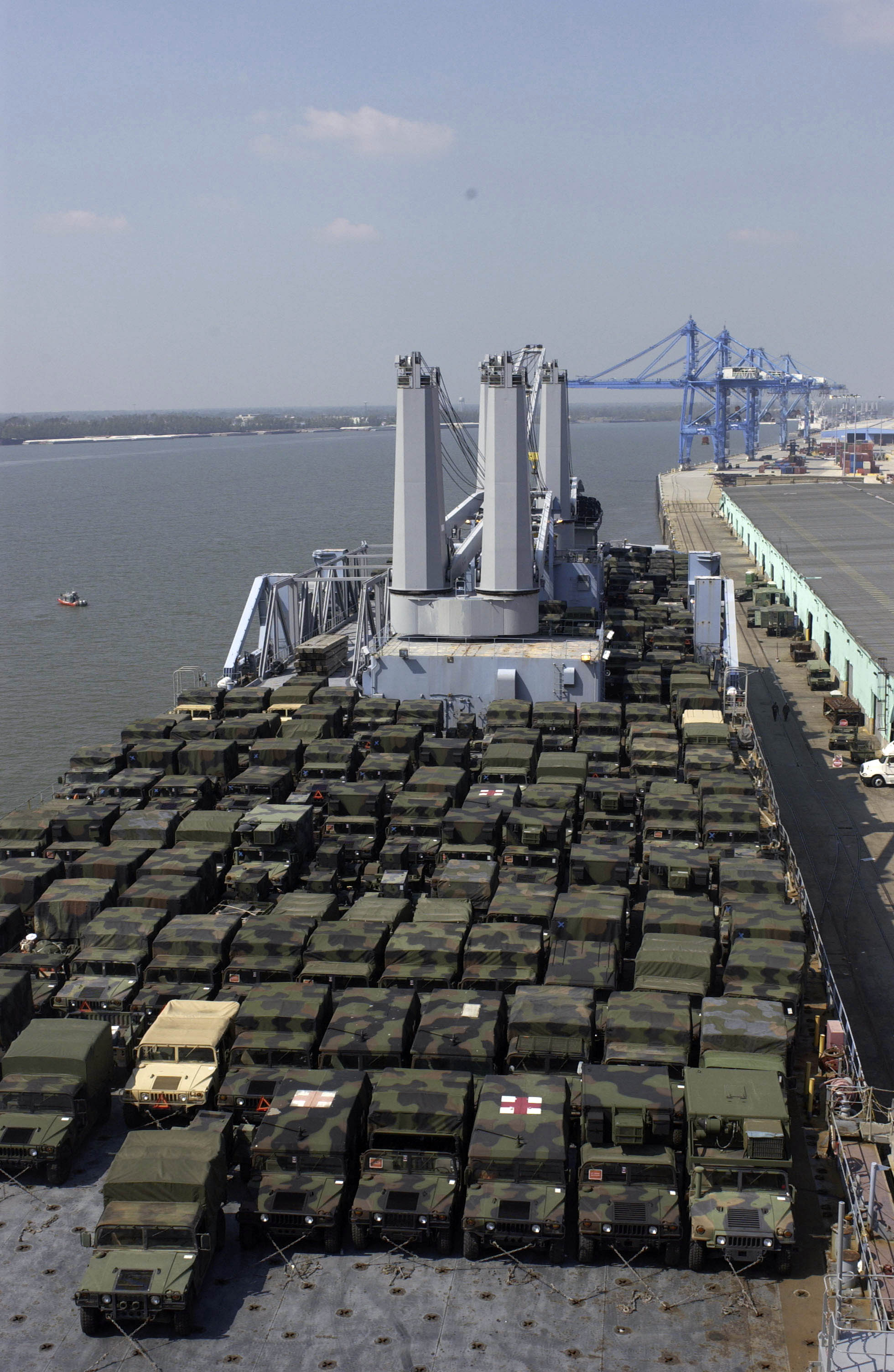
Vozidla HMMWV naložená na palubě USNS Pililaau (T-AKR 304)

Plavidlo může přepravovat cca 1000 kolových vozidel a další náklad. K manipulaci s vozidly slouží záďová a boční nákladové rampy, které doplňují dva dvojité jeřáby o nosnosti 55 tun. Na zádi mají přistávací plochu pro vrtulník, nemají však hangár. Pohonný systém čtyři diesely Colt Pielstick 10 PC4.2 V. Lodní šrouby jsou dva. Nejvyšší rychlost dosahuje 24 uzlů.

## Operační služba
Bob Hope v roce 1999 dopravila tanky, bojová vozidla a další náklad sloužící misi v Kosovu. Plavidla třídy Bob Hope se rovněž podílela na dopravě nákladu sloužícího k provedení operace Irácká svoboda.